# Torre del Burgo
Torre del Burgo község Spanyolországban, Guadalajara tartományban. Torre del Burgo Alarilla községgel határos. Lakosainak száma 493 fő (2024).

## Népesség
A település népessége az utóbbi években az alábbiak szerint változott:
| Lakosok száma | 78   | 122  | 139  | 190  | 214  | 226  | 281  | 592  | 470  | 493  |
|               | 2001 | 2004 | 2006 | 2009 | 2011 | 2014 | 2016 | 2019 | 2021 | 2024 |